# Ковалёв, Иван Александрович (велогонщик)
Ива́н Алекса́ндрович Ковалёв (род. 26 июля 1986, Свердловск) — российский велогонщик, чемпион мира-2014 по велоспорту на треке в дисциплине скрэтч. Победитель этапов Кубка мира, победитель и призёр чемпионатов Европы. 12-кратный чемпион России. Рекордсмен России в командной гонке преследования (2011 год). Заслуженный мастер спорта России (2012). Участник Олимпийских игр 2008 и 2012 года (4-е место, трек, командная гонка преследования 4 км).

## Биография
Иван Ковалёв родился в Свердловске. Окончил Российский государственный университет физической культуры, спорта и туризма.

### Карьера
Впервые увидел велогонки летом 1998 года в Нижнем Новгороде, куда приехал во время школьных каникул. Под впечатлением от просмотра групповой гонки чемпионата России записался в секцию велоспорта на велотреке «Крылатское». Первый тренер: Василий Алексеевич Прилуцкий. В сентябре 2000 года попал в училище Олимпийского резерва-2. В 16 лет стал мастером спорта, а в 17 — мастером спорта международного класса. С 2004 года представляет сборную России.
В 2008 году был в составе сборной России, отправившейся на Олимпийские игры в Пекин.
В квалификационном заезде на чемпионате мира 2011 года в Апелдорне установил рекорд России в командной гонке преследования на 4 км — 4:00.965 (с Евгением Ковалёвым, Алексеем Марковым, Александром Серовым). В 2012 году повторно принял участие в мужской командной гонке преследования на летних Олимпийских играх в Лондоне, где его команда стала четвёртой.
В 2012 и 2013 годах выступал за команду Общероссийского проекта развития велоспорта RusVelo, в составе которой был призёром нескольких этапов гонок высшей категории в Китае, а также одержал победу в гонке «Гран-при Москвы».
В 2014 году, выиграв скрэтч на чемпионате мира в Колумбии, стал первым в постсоветской истории российским чемпионом мира по треку среди мужчин.
Призовые деньги, полученные за выступление на многодневке «Пять колец Москвы», а также чемпионскую майку со своим автографом отдал Ковалёв подарил ветерану Великой Отечественной войны.
В июне 2014 года Ковалёв стал победителем в критериуме «ВелоОмск-2014».
Главный приз соревнований — автомобиль «Лада Гранта» — спортсмен подарил местному велоцентру.

### Семья
Разведён. Брат, Евгений Ковалёв, также профессиональный велогонщик.

## Достижения
2004
- 2-е место, чемпионат Европы среди юниоров в командной гонке преследования
- 3-е место, чемпионат мира среди юниоров в командной гонке преследования

2005
- Чемпион Европы в командной гонке преследования до 23 лет в составе сборной России (Иван Ковалёв, Александр Хатунцев, Сергей Колесников, Валерий Валынин)
- 3-е место на этапе «Гран-при Сочи»

2006
- 1-е место на этапе Кубка мира в Москве, скрэтч
- 2-е место на чемпионате Европы в командной гонке преследования до 23 лет в составе сборной России (Иван Ковалёв, Александр Хатунцев, Сергей Колесников, Валерий Валынин)
- 3-е место на этапе «Тура Марокко»

2007
- 2-е место на чемпионате Европы в командной гонке преследования до 23 лет в составе сборной России (Иван Ковалёв, Николай Трусов, Алексей Бауэр, Алексей Усов)

2008
- Чемпион Европы в гонке по очкам до 23 лет

2009
- 1-е место, этап Vuelta Internacional a Costa Rica (2.2)
- 1-е место, этап «Пять колец Москвы» (2.2)
- 1-е место, этап Кубка мира, скрэтч

2010
- 1-е место, пролог «Пять колец Москвы»(2.2)
- 2-е место, этап Тур Хайнаня (2.HC)
- Два 3-х места на этапе Тур Хайнаня  (2.HC)
- 3-е место, Кубок мэра(1.2)
- 2-е место чемпионат Европы в командной гонке преследования в составе сборной России (Иван Ковалёв, Александр Серов, Алексей Марков, Евгений Ковалёв)

2011
- 2-е место, чемпионат Мира (командная гонка преследования на 4 км) в составе сборной России (Иван Ковалёв, Александр Серов, Алексей Марков, Евгений Ковалёв)
- 3-е место чемпионат Европы
- 1-е место в Кубке Мира (командная гонка преследования на 4 км)
- 2-е место, Тур Китая. Генеральная классификация (2.1)
- 2-е место, этап Тур Китая (2.1)
- Два 3-х места, этап Тур Китая (2.1)
- Две победы на этапах велогонки «Дружбы народов Северного Кавказа»

2012
- 1-е место в Кубке Мира (командная гонка преследования на 4 км)
- 4-e место, Олимпийские Игры 2012 (командная гонка 4 км)
- 3-е место, этап Тур озера Цинхай (2.HC)

2013
- 1-е место, «Гран-при Москвы» (1.2)
- 2-е место, пролог «Пять колец Москвы» (2.2)
- 2-е место, этап «Пять колец Москвы» (2.2)
- 2-е место чемпионат Европы

2014
- Чемпион мира в скрэтче
- 3-e место на 2-м этапе «Пять колец Москвы»
- 1-e место скрэтч, международные соревнования по велотреку Мемориал Александра Лесникова
- 1-e место мэдисон (Евгений Ковалёв, Иван Ковалёв), международные соревнования по велотреку Мемориал Александра Лесникова
- 1-e место критериум «ВелоОмск-2014»

## Награды и звания
- Заслуженный мастер спорта России (2012)